# Тарасов, Анатолий Николаевич
Анатолий Николаевич Тарасов (род. 15 января 1959, Свердловск) — советский и российский хоккеист, нападающий. Мастер спорта СССР международного класса. Российский тренер.

## Биография
Воспитанник первоуральского дворового клуба «Алые паруса» и горьковского «Торпедо», чемпион СССР 1976 года среди юношей. С сезона 1976/77 — в составе клуба высшей лиги «Торпедо». С сезона 1979/80 — в московском «Спартаке». Сезон 1983/84 провёл в клубе первой лиги «Автомобилист» Свердловск, затем играл в высшей лиге за «Спартак» (1984/85), «Крылья Советов» (1985/86), «Автомобилист» (1986/87 — 1987/88). Играл в низших лигах за «Луч» Свердловск (1988/89), «Металлург» Новокузнецк (1989/90), «Кедр» Верх-Нейвинск (1992—1993 — играющий тренер, 1993 — главный тренер), «Холмогорец» Ноябрьск (1994—1997 — играющий тренер), РТИ Екатеринбург (1997/98). Главный тренер команд «Южный Екатеринбург» (2001/02), «Авангард-Югра» (Когалым, 2010/11).
Тренер в детских и юношеских екатеринбургских клубах «Автомобилист» (2008/09, 2011/12 — 2013/14), «Спартаковец» (2009/10), «Юность» (2014/15 — 2015/16), «Авто-Юность» (2016/17), «Металлург» (Верхняя Пышма, 2018/19).
Бронзовый призёр юниорского чемпионата Европы 1977 года. Чемпион мира среди молодёжи (1978, 1979).